# Nationella progressiva fronten
Nationella progressiva fronten (NPF) är en paraplyorganisation för de tillåtna panarabiska och socialistiska partierna i Syrien, upprättad 1972. 

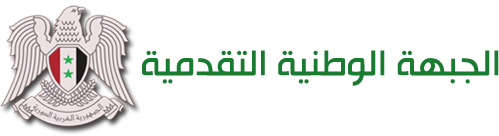

I fronten ingår följande sju partier: 
Arabiska socialistiska Baathpartiet, Arabiska socialistpartiet, Arabiska socialistiska unionistpartiet, Kommunistpartiet, Syrisk-arabiska socialistiska unionspartiet, Unionistiska socialistdemokratiska partiet och Socialistiska unionspartiet.
Alla övriga partier var olagliga fram till valet 2012, då den arabiska våren tvingade regeringen till vissa demokratiska eftergifter. 
Parlamentet består av 250 ledamöter som väljs i direkta val vart fjärde år. NPF garanterades två tredjedelar av parlamentsplatserna. Resterande tredjedel var reserverad för oberoende, men av statsmakten godkända, kandidater. 
Vid 1974 års val till folkrådet fick den nyskapade Nationella progressiva fronten 140 av 186 platser. 1994 tillföll 167 av de sammanlagt 250 platserna  NPF (av dessa gick 135 till Bathpartiet, resten till fem andra partier). 2007 fick NPF 169 mandat, varav 134 tillföll det dominerande Baathpartiet. 